# Orthetrum julia
Orthetrum julia là một loài chuồn chuồn ngô thuộc họ Libellulidae. Nó được tìm thấy ở Angola, Bénin, Burkina Faso, Cameroon, Cộng hòa Trung Phi, Cộng hòa Congo, Cộng hòa Dân chủ Congo, Bờ Biển Ngà, Guinea Xích Đạo, Ethiopia, Gabon, Gambia, Ghana, Guinea, Kenya, Liberia, Malawi, Mozambique, Namibia, Nigeria, São Tomé và Príncipe, Senegal, Sierra Leone, Nam Phi, Sudan, Tanzania, Togo, Uganda, Zambia, Zimbabwe, có thể Burundi, và có thể Madagascar. Các môi trường sống tự nhiên của chúng là rừng ẩm đất thấp nhiệt đới hoặc cận nhiệt đới, sôngs ngòi, và suối nước ngọt.

## Hình ảnh

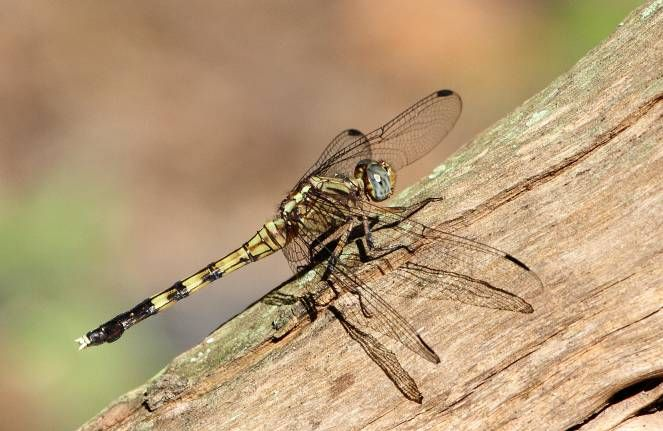